# Caja de texto

Caja de texto.

En los programas de computadora, una caja de texto, cuadro de texto o caja de entrada de texto es un elemento común de una interfaz gráfica de usuario, también como el correspondiente tipo de widget usado al programar GUIs. El propósito de la caja de texto es permitir al usuario la entrada de información textual para ser usada por el programa. 
Las pautas para la interfaz de usuario recomiendan usar una caja de texto de una sola línea cuando se requiere solamente una línea de entrada, y una caja de texto multilínea solamente si se requiere más de una línea de entrada. Las cajas de texto no editables pueden servir al propósito simplemente de exhibir texto.
Una caja de texto típica es un rectángulo de cualquier tamaño, posiblemente con un borde que separa la caja de texto del resto de la interfaz. Las cajas de texto pueden contener cero, uno, o dos scrollbars. Algunas cajas de texto pueden exhibir una línea vertical que parpadea (conocida como caret), indicando la región actual del texto que se está editando. Es común que el cursor del ratón cambie su forma cuando está sobre una caja de texto.